# Larix griffithii
Larix griffithii là một loài thực vật hạt trần trong họ Thông. Loài này được Hook.f. miêu tả khoa học đầu tiên năm 1854.